# Chapeau
Chapeau és un municipi francès, situat al departament de l'Alier i a la regió d'Alvèrnia-Roine-Alps. L'any 2007 tenia 221 habitants.

## Demografia

### Població
El 2007 la població de fet de Chapeau era de 221 persones. Hi havia 94 famílies de les quals 28 eren unipersonals (12 homes vivint sols i 16 dones vivint soles), 27 parelles sense fills, 35 parelles amb fills i 4 famílies monoparentals amb fills.
La població ha evolucionat segons el següent gràfic:
Habitants censats

### Habitatges
El 2007 hi havia 122 habitatges, 94 eren l'habitatge principal de la família, 6 eren segones residències i 21 estaven desocupats. 121 eren cases i 1 era un apartament. Dels 94 habitatges principals, 63 estaven ocupats pels seus propietaris, 28 estaven llogats i ocupats pels llogaters i 3 estaven cedits a títol gratuït; 2 tenien una cambra, 4 en tenien dues, 16 en tenien tres, 43 en tenien quatre i 29 en tenien cinc o més. 84 habitatges disposaven pel capbaix d'una plaça de pàrquing. A 30 habitatges hi havia un automòbil i a 54 n'hi havia dos o més.

### Piràmide de població
La piràmide de població per edats i sexe el 2009 era:
| Homes | Edats   | Dones |
| ----- | ------- | ----- |
| 0     | 95 o +  | 0     |
| 0     | 90 a 94 | 0     |
| 4     | 85 a 89 | 0     |
| 4     | 80 a 84 | 4     |
| 4     | 75 a 79 | 0     |
| 8     | 70 a 74 | 8     |
| 4     | 65 a 69 | 8     |
| 12    | 60 a 64 | 8     |
| 4     | 55 a 59 | 8     |
| 4     | 50 a 54 | 12    |
| 16    | 45 a 49 | 4     |
| 12    | 40 a 44 | 4     |
| 4     | 35 a 39 | 12    |
| 4     | 30 a 34 | 12    |
| 4     | 25 a 29 | 8     |
| 8     | 20 a 24 | 0     |
| 12    | 15 a 19 | 0     |
| 12    | 10 a 14 | 0     |
| 4     | 5 a 9   | 4     |
| 0     | 0 a 4   | 4     |

## Economia
El 2007 la població en edat de treballar era de 124 persones, 97 eren actives i 27 eren inactives. De les 97 persones actives 92 estaven ocupades (52 homes i 40 dones) i 5 estaven aturades (1 home i 4 dones). De les 27 persones inactives 14 estaven jubilades, 3 estaven estudiant i 10 estaven classificades com a «altres inactius».

### Ingressos
El 2009 a Chapeau hi havia 94 unitats fiscals que integraven 229 persones, la mediana anual d'ingressos fiscals per persona era de 15.981 €.

### Activitats econòmiques
Dels 7 establiments que hi havia el 2007, 1 era d'una empresa d'hostatgeria i restauració, 5 d'empreses de serveis i 1 d'una entitat de l'administració pública.
Els 3 serveis als particulars que hi havia el 2009 eren veterinaris.
L'any 2000 a Chapeau hi havia 15 explotacions agrícoles.

## Poblacions més properes
El següent diagrama mostra les poblacions més properes.